# Auca janirioides
Auca janirioides är en fjärilsart som beskrevs av Blanchard 1852. Auca janirioides ingår i släktet Auca och familjen praktfjärilar. Inga underarter finns listade i Catalogue of Life.